# Киттлер, Эрасмус
Эрасмус Киттлер (25 июня 1852 года, Швабах — 14 марта 1929 года, Дармштадт ) — немецкий учёный-физик, пионер  электротехники.

## Биография
Киттлер был сыном портного.
С 1871 по 1874 год преподавал в начальной школе в Нюрнберге.
С 1875 по 1876 год изучал математику и физику в Высшей технической школе Мюнхена, затем — в университете Вюрцбурга, где в 1879 году сдал экзамены по математике и физике.
С 1879 года работал в Институте физики в Техническом университете Мюнхена у профессора Вильгельма фон Бетца. В 1880 году получил докторскую степень под руководством профессора Фридриха Кольрауша в Университете Вюрцбурга, продолжил обучение в Техническом университете Мюнхена (1881).
В 1882 году в Техническом университете Дармштадта была создана первая в мире кафедра электротехники, возглавил кафедру Киттлер. В 1883 году Киттлер разработал первый курс электротехники для университетов, план обучения предусматривал четырехлетний срок с выпускным экзаменом. Первые четыре семестра включали в дополнение к общей электротехнике изучение фундаментальных основ инженерных наук: математики, физики, химии и машиностроения. В пятом-восьмом семестре углубленно изучались специальные дисциплины в области электротехники: измерения, электрические приводы, передача электроэнергии, электрические машины, электрическое освещение, позже — технология высокого напряжения.
Среди учеников Киттлера известные русские и советские электротехники М. О. Доливо-Добровольский и К. А. Круг.
С 1915 года в отставке. 
В 1899 году он был назначен великим герцогом Эрнстом Людвигом пожизненным членом Первой палаты сословий Великого княжества Гессен, где и оставался до ноября 1918 года.